# Cagayan (Mindanao)
Der Cagayan (eng.: Cagayan River), auch als Cagayan de Oro River oder als Batang River bekannt, ist ein Fluss der in der Provinz Bukidnon und Miamis Oriental auf den Philippinen fließt. Seine Quelle entspringt im zentral gelegenen Kalatungan-Gebirge in ca. 2.500 Metern Höhe am Mount Kalatungan auf der Insel Mindanao. Der Fluss mündet in der Stadt Cagayan de Oro in die Mindanaosee. Der Cagayan hat eine Länge von 90 km und ein Wassereinzugsgebiet von 1.521 km², zu dem unter anderem die Gemeinden Talakag, Baungon und kleinere Teile der Provinz Lanao del Sur gezählt werden. Seine wichtigsten Nebenflüsse sind der Kulawaig, der Tumalaong und der Bubunawan. 
Der Cagayan fließt an seinem Oberlauf in einem canyonartigen Tal, das die Gebirge des Kalatungan und des Kitanglad trennt. Nach dem Zusammenfluss mit seinen wichtigsten Nebenflüssen, an der Grenze zur Provinz Misamis Oriental wird der Flusslauf weiter. An seinem Nebenfluss Bubunawan liegen die ca. 100 Meter hohen Wasserfälle der Bubunawan Falls, an dem ein gleichnamiges Wasserkraftwerk (Leistung: 7 Megawatt) betrieben wird.     

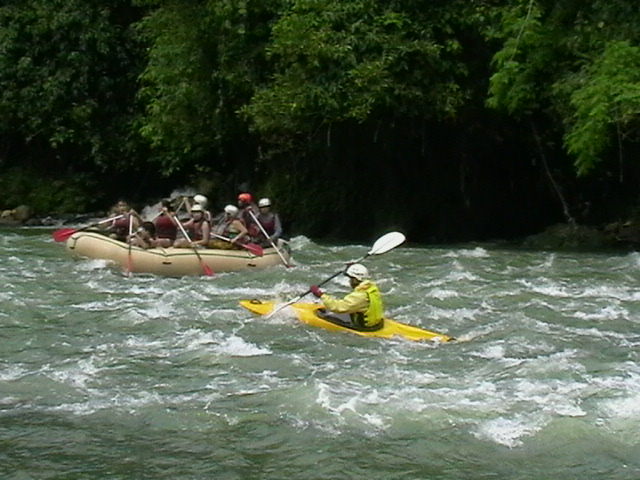